# Phyllopsora subcrustacea
Phyllopsora subcrustacea är en lavart som först beskrevs av Malme, och fick sitt nu gällande namn av Brako. Phyllopsora subcrustacea ingår i släktet Phyllopsora och familjen Ramalinaceae.   Inga underarter finns listade i Catalogue of Life.